# Muzeum Ziemi Kłodzkiej w Kłodzku

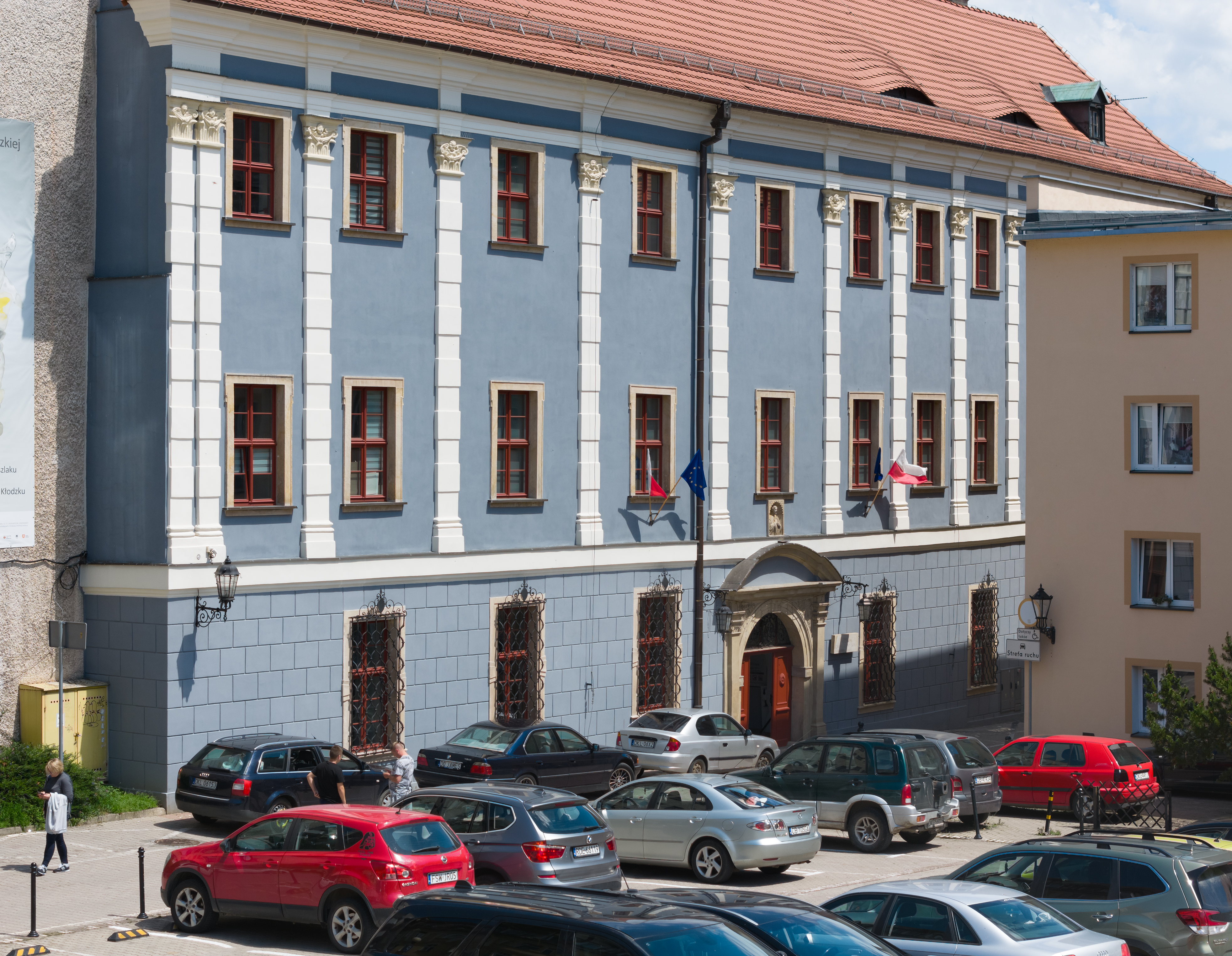
Budynek dawnego konwiktu

Muzeum Ziemi Kłodzkiej w Kłodzku – powstała w 1963 placówka muzealna i naukowa obejmująca swoim zainteresowaniem teren ziemi kłodzkiej i jej wielonarodową spuściznę kulturową, a w szczególności geologię, geografię, historię, historię kultury materialnej i sztuki regionu. Siedzibą muzeum jest dawny konwikt jezuicki w Kłodzku. Jest administracyjnie podporządkowane miastu. W 2001 zostało wpisane do Państwowego Rejestru Muzeów.

## Powstanie muzeum
Muzeum zostało utworzone formalnie 11 marca 1963 uchwałą Prezydium Powiatowej Rady Narodowej w Kłodzku. Oficjalne otwarcie uświetniło obchody Święta Pracy – 1 maja 1963. Pierwszą siedzibą muzeum był budynek dawnej komendantury twierdzy kłodzkiej, tzw. Pałac Komendanta na kłodzkim rynku (pl. Bolesława Chrobrego). Z powodu grożącej katastrofy budowlanej, spowodowanej osuwaniem się podziemi kłodzkiej starówki, muzeum musiało poszukać nowej siedziby. W latach 1969–1985, w czasie przygotowywania nowej siedziby, zbiory muzeum były zdeponowane w zabytkowym dworze w Jaszkowej Górnej.

## Budynek dawnego konwiktu
W 1971 na cele muzealne przeznaczono zabytkowy budynek dawnego konwiktu. Historia tego miejsca rozpoczyna się wraz z przybyciem do Kłodzka zakonu jezuitów w 1624. Zakon rozpoczął budową kolegium, dla którego potrzebny był internat. W 1649 powołano fundację, z której funduszy powstał i funkcjonował konwikt. Rozbudowano go poprzez dokupienie kolejno pięciu sąsiednich kamienic położonych na skrzyżowaniu ulicy Zielonej i Żydowskiej (obecnie Łukasiewicza i Wojska Polskiego). Elewację kurtynową wykonano według projektu architekta Carla Lurago, który budował wcześniej kolegium.
Remont i adaptacja na potrzeby muzeum były prowadzone w latach 1976–1986. Zachowano wszystkie elementy zabytkowego obiektu wraz z pierwotnym układem i wystrojem. Do starego budynku dobudowano część przeznaczoną na magazyny, pracownie i mieszkania pracownicze wraz z podwórzem gospodarczym oddzielonym od dziedzińca ażurową ścianą arkadową. Tak rozbudowany kompleks budynków zajmuje połowę jednego kwartału miasta. Jego powierzchnia użytkowa wynosi ok. 4000 m², a kubatura ok. 20 000 m³. Na wewnętrznym dziedzińcu urządzony jest miniogród i lapidarium kamiennych rzeźb i detali pochodzących ze zniszczonych kamienic kłodzkich.
Warte uwagi są również zabytkowe wnętrza:
- biblioteka, dawny refektarz,
- dwukondygnacyjna sala koncertowa, dawniej kaplica św. Alojzego,
- Salon Złoty,
- sala konferencyjna,
- barokowa klatka schodowa,
- średniowieczne labirynty piwnic.

## Zbiory muzealne i działalność

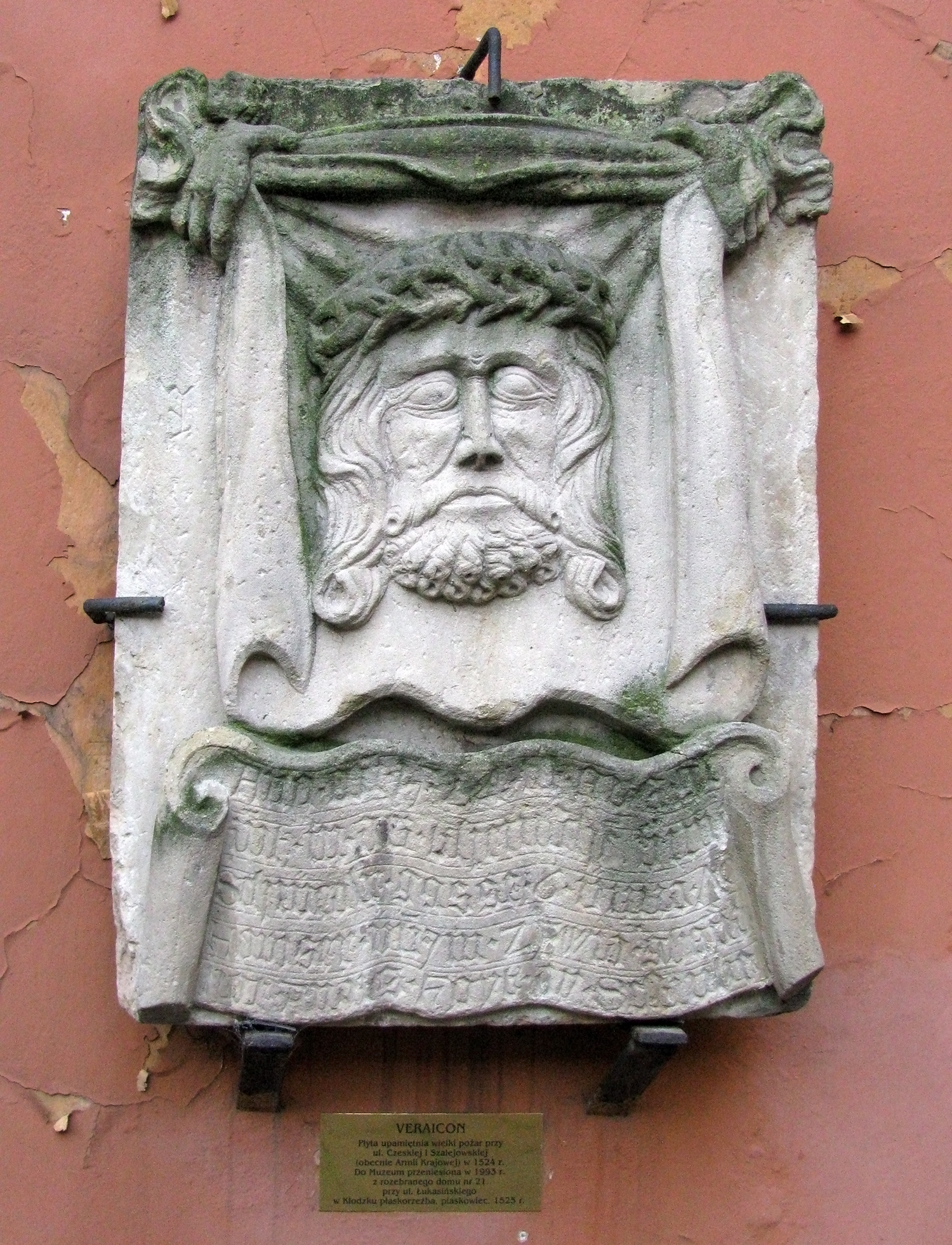
Płaskorzeźba z 1525 przedstawiająca Veraicon, upamiętniająca wielki pożar w Kłodzku

Największe kolekcje muzealne stanowią: zbiór konwisarski, numizmatyczny, zegarów śląskich, współczesnego unikatowego szkła artystycznego i dzieł sztuk plastycznych. Działająca w muzeum biblioteka naukowa posiada zbiór literatury regionalnej liczący ponad 9500 woluminów: książki, czasopisma regionalne, dokumentacje konserwatorskie i studia historyczno-architektoniczne zabytków regionu i teki wycinków prasowych.
Praca naukowa koncentruje się wokół badań nad problematyką regionalną, opracowaniem zbiorów, współpracą z instytucjami naukowymi, opracowywaniem scenariuszy i katalogów wystaw oraz organizacją konferencji naukowych. W latach 1985–2017 muzeum wydawało „Zeszyty Muzeum Ziemi Kłodzkiej”, czasopismo o charakterze naukowym. Wieloletnia działalność wydawnicza zaowocowała wieloma publikacjami, z których najważniejsze to:
- Panoramy miasta Kłodzka, teka dziesięciu grafik, kopii starych akwafort, Kłodzko 1985
- Kłodzko. Dzieje miasta, monografia Kłodzka, pod red. Ryszarda Gładkiewicza, Kłodzko 1998, ISBN 83-904888-0-9.

Muzeum bierze udział w działalności kulturalno-oświatowej miasta i regionu. W jego wnętrzach odbywają się koncerty kameralne, odczyty, konkursy dla młodzieży, prelekcje oraz spotkania muzealne. W 1996 powołano Radę Muzeum jako organ opiniodawczo-doradczy w sprawach zarządzania, finansowania i polityki kulturalnej w zakresie muzealnictwa. W 1997 muzeum zostało wyróżnione Dolnośląskim Kluczem Sukcesu w kategorii najlepszych instytucji kultury. 14 grudnia 2001 kłodzkie muzeum zostało wpisane do Państwowego Rejestru Muzeów. Od 2008 muzeum organizuje Noc Muzeów, w ramach której od 2010 odbywa się nocne zwiedzanie miasta. Odwiedzane jest rokrocznie przez blisko 20 tysięcy osób.
Co roku muzeum organizuje:
- w ostatnią sobotę maja Giełdę Skał i Minerałów,
- w ostatnią sobotę i niedzielę maja Targi Staroci
- Noc Muzeów

## Struktura
Muzeum Ziemi Kłodzkiej złożone jest z następujących działów:
- Dział ewidencji – zajmuje się ewidencjonowaniem zbiorów, terminową i przepisową rejestracją muzealiów gromadzonych przez muzeum (zbiory własne) i pozostających pod tymczasową opieką placówki (wypożyczenia czasowe i depozyty). Starszym kustoszem jest Lucyna Świst;
- Dział historyczny – zajmuje się gromadzeniem i naukowym opracowaniem, a następnie udostępnianiem w formie ekspozycji oraz publikacji, obiektów związanych z historią ziemi kłodzkiej. Starszym kustoszem jest Krystyna Oniszczuk-Awiżeń;
- Dział naukowo-oświatowy – zajmuje się organizacją wykładów, prelekcji, warsztatów, prezentacji filmów, przeprowadzeniem lekcji muzealnych i bibliotecznych. W dziale pracują trzy osoby: kustosz – Joanna Jakubowicz, adiunkt – Malwina Karp, asystent – Anna Franczukowska;
- Dział sztuki – opracowuje oraz udostępnia zabytki sztuki, które w szerokim pojęciu dotyczą ziemi kłodzkiej; Kustoszem jest Joanna Stoklasek-Michalak;
- Biblioteka naukowa – gromadzi i udostępnia wszystkim chętnym największy na Ziemi kłodzkiej księgozbiór regionalny[2]. Kustoszem jest Irena Klimaszewska.

## Najważniejsze wystawy

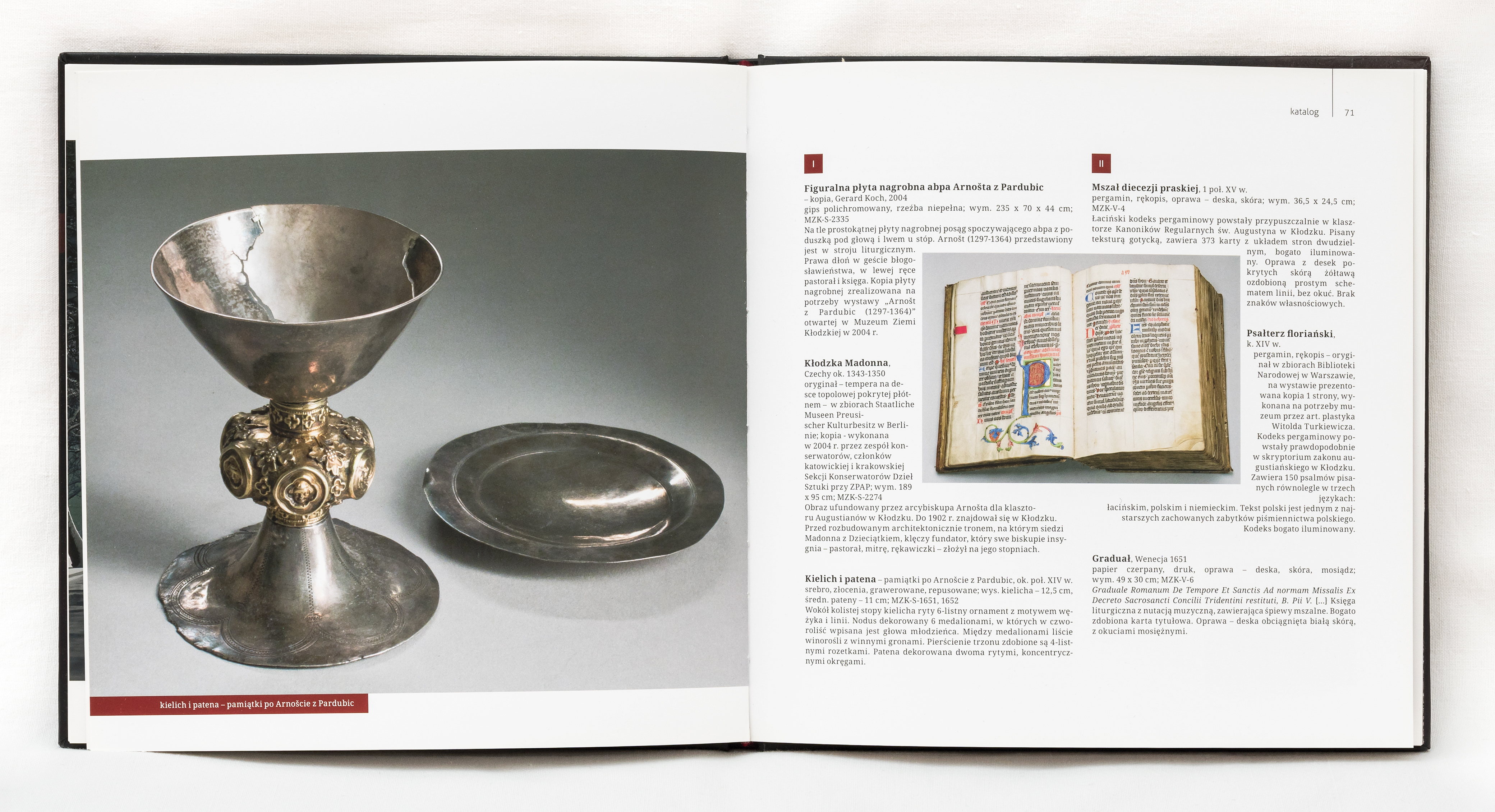
Katalog wystawy „Z dziejów Kłodzka”

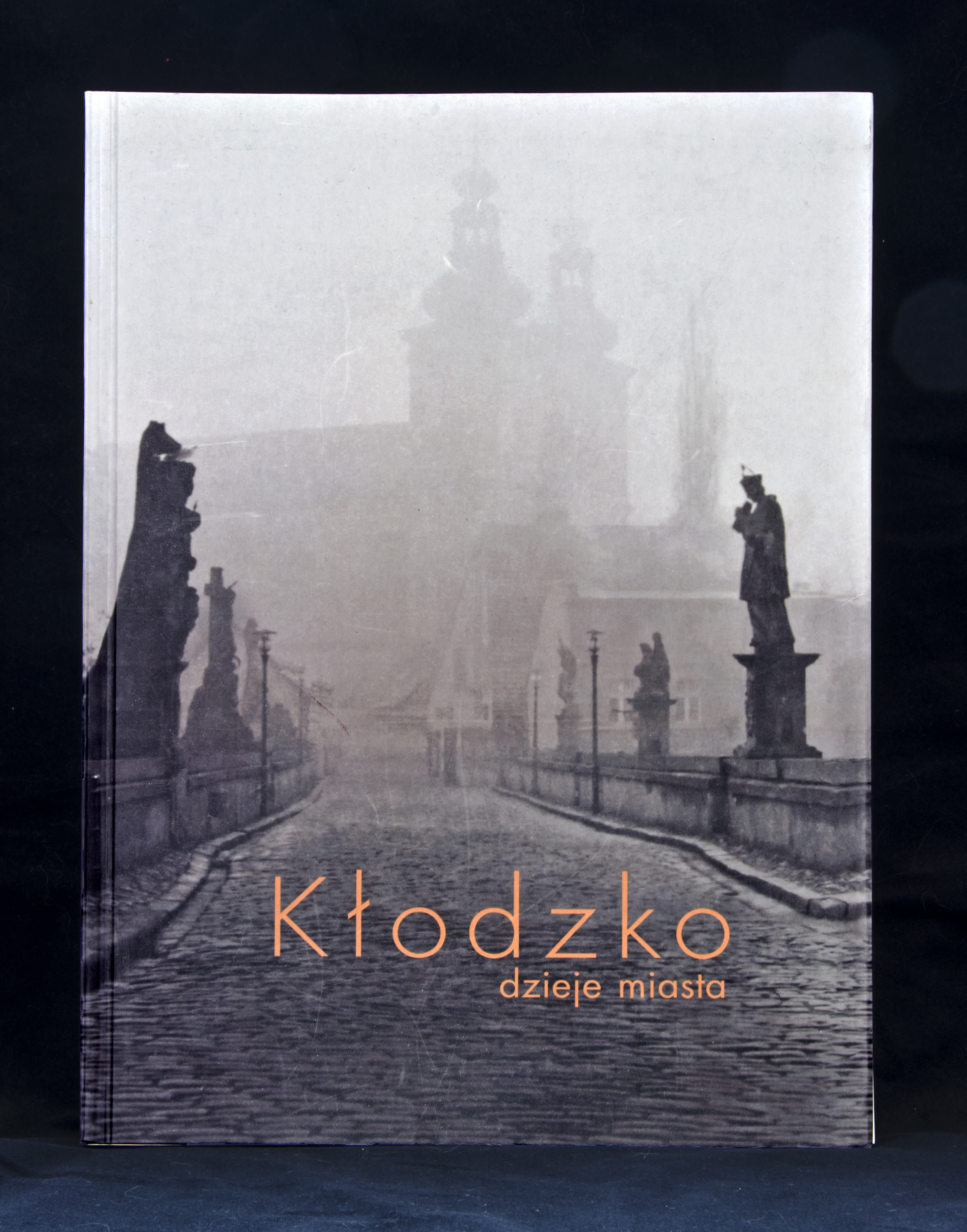
Monografia Kłodzko. Dzieje miasta wydana przez muzeum

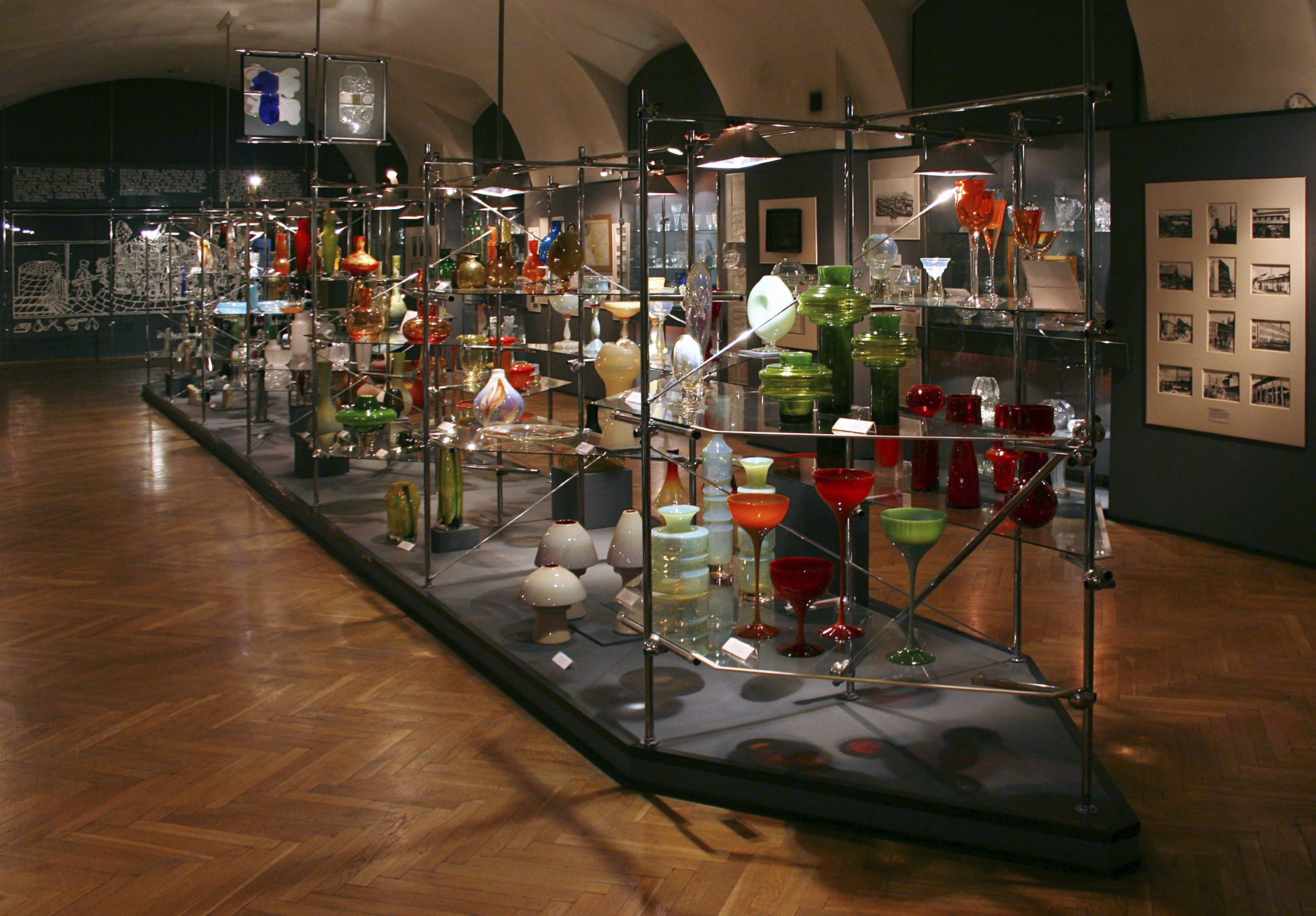
Ekspozycja współczesnego szkła artystycznego

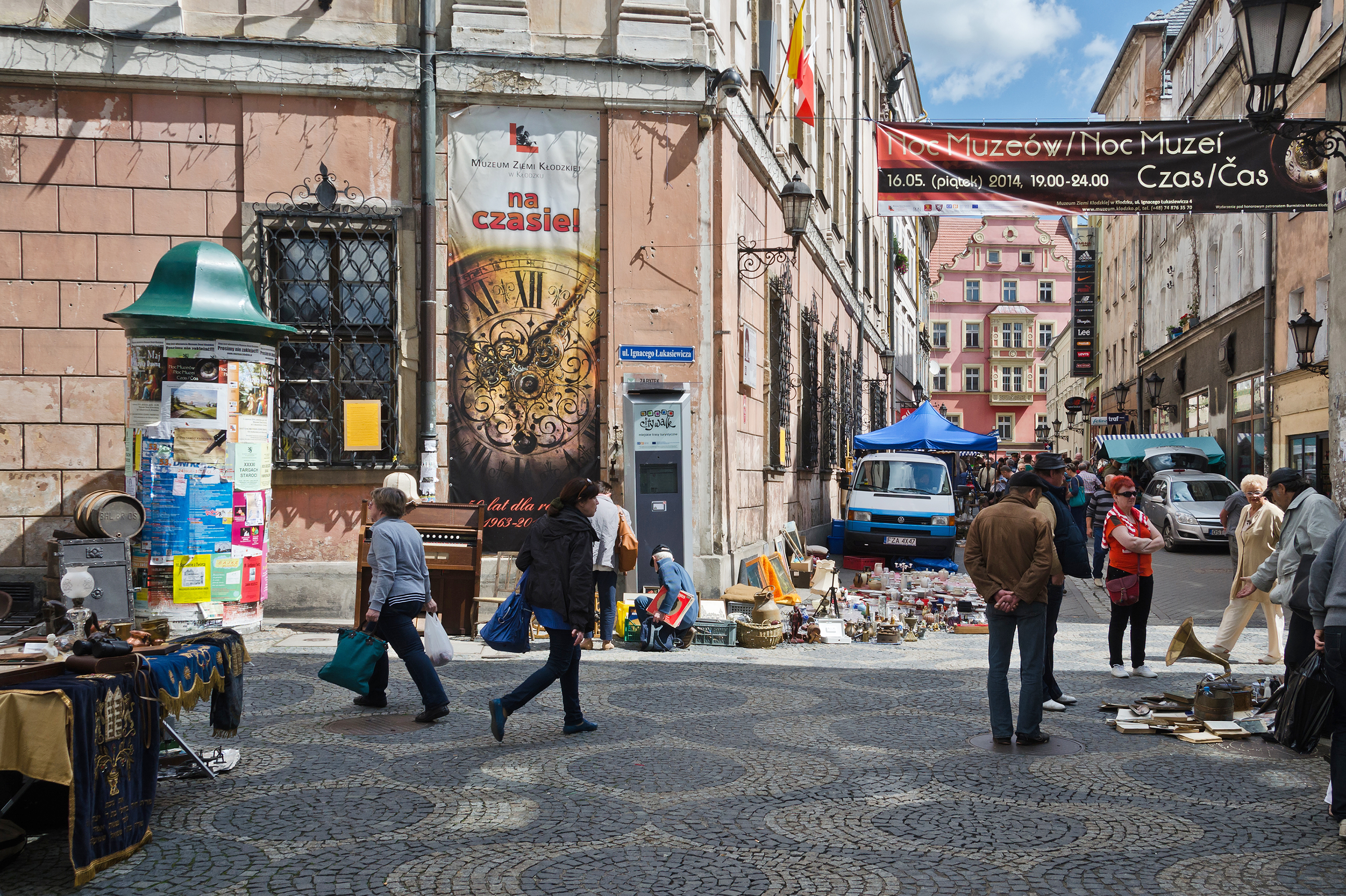
Targi Staroci organizowane przez muzeum

Od początków działalności blisko 150 wystaw stałych i czasowych (nie licząc wystaw objazdowych). Do najciekawszych należały:
- 1966: X wieków Kłodzka
- 1970: Drewniana rzeźba gotycka w powiecie kłodzkim
- 1973: Kłodzka starówka – problemy odnowy
- 1974: Cyna w zbiorach Muzeum Ziemi Kłodzkiej
- 1981: Panoramy Miasta Kłodzka
- 1986: Oblicze Miasta
- 1988: Skarby naszych domów
- 1990: Oczy czasu (nagroda MKiS)
- 1992: Michał Klahr Starszy i jego theatrum sacrum (nagroda MKiS)
- 1993: 600 lat aptekarstwa kłodzkiego
- 1994: Park Narodowy Gór Stołowych (nagroda MKiS)
- 1996: Współczesne kłodzkie szkło artystyczne na tle tradycji szklarstwa Ziemi Kłodzkiej (nagroda MKiS)
- 1991-2013: cykl wystaw My Kłodczanie
- 2001: Dom w zwierciadle minionego czasu. Przestrzeń kulturowo-społeczna na przełomie XIX i XX wieku
- 2003: Konserwator – twórca – dzieło
- 2003: Otto Müller-Hartau i inni pejzażyści Ziemi Kłodzkiej
- 2004: Obchody Jubileuszu 640 rocznicy śmierci Arnošta z Pardubic (1297–1364)
- 2005: Zaczęło się w Bad Reinerz. Tradycje muzyczne Dusznik Zdroju
- 2006: U źródeł ruchu turystycznego na Ziemi Kłodzkiej – Kłodzkie Towarzystwo Górskie
- 2006: Zapomniana Arkadia. Parki i pałace dawnego Hrabstwa Kłodzkiego
- 2009: Kłodzko w średniowieczu
- 2010: Marianna Orańska a ziemia kłodzka
- 2010: Chrystus narodził się w drodze do Lądka. Znaki pobożności ziemi kłodzkiej
- 2012: Z dziejów Kłodzka

## Wystawy stałe
- Współczesne kłodzkie szkło artystyczne na tle tradycji szklarstwa ziemi kłodzkiej
- Zegary mechaniczne popularne na Śląsku w XIX i XX w. w zbiorach Muzeum Ziemi Kłodzkiej

## Ludzie związani z muzeum
Funkcję dyrektora MZK sprawowali kolejno:
- 1963–1967: Wacław Brejter – artysta, malarz i grafik, organizator muzeum
- 1969–1972: Witold Turkiewicz – artysta-plastyk zajmujący się szkłem unikatowym i grafiką
- 1972–2001: Krystyna Toczyńska-Rudysz – historyk sztuki, autorka opracowań regionalnych
- 2002–2007: Lucyna Świst – kulturoznawca
- 2007–2010: Klaudia Lutosławska-Nowak – historyk
- 2010–2013: Barbara Frydrych – archeolog
- 2014: Marek Szpak (p.o.)[3]
- od 2015: Krzysztof Miszkiewicz[4]

Z muzeum związani są również:
- Tadeusz Jażdżewski – fotografik, pracownik muzeum, honorowy obywatel Kłodzka,
- Tomasz Gmerek – kłodzki fotografik-pejzażysta prowadzący muzealną pracownię fotograficzną.